# Droga wojewódzka 691
Die Droga wojewódzka 691 (DW 691) ist eine 25 Kilometer lange Droga wojewódzka (Woiwodschaftsstraße) in der polnischen Woiwodschaft Masowien, die Pionki und Opactwo verbindet. Die Strecke liegt im Powiat Radomski und im Powiat Kozienicki.

## Streckenverlauf
Woiwodschaft Masowien, Powiat Radomski
-  Pionki (DW 737, DW 787)
- Laski
- Żytkowice

Woiwodschaft Masowien, Powiat Kozienicki
- Ponikwa
-  Garbatka-Letnisko (DK 79)
-  Bąkowiec (DW 738, DW 782)
- Wola Klasztorna
-  Opactwo (DK 48)